# Dendrobium magistratus
Dendrobium magistratus är en orkidéart som beskrevs av Phillip James Cribb. Dendrobium magistratus ingår i släktet Dendrobium, och familjen orkidéer. Inga underarter finns listade i Catalogue of Life.